# Joshua Edwards
Joshua Edwards (Houston, 1º maggio 2000) è un pugile statunitense nella categoria dei pesi supermassimi.

## Carriera
Figlio di un ex pugile professionista, nel 2021 ha conquistato il titolo nazionale nei pesi supermassimi, qualificandosi per i XIX Giochi panamericani a Santiago del Cile dove ha vinto la medaglia d'oro nella categoria +92 kg. Si è poi qualificato alle Olimpiadi di Parigi 2024 dove si presentava fra i favoriti per una medaglia ma viene eliminato al primo turno da Diego Lenzi con verdetto non unanime. Il 1 febbraio 2025 decide di passare ai professionisti associandosi alla Golden Boy Promotion di Oscar de la Hoya.
È allenato dall'ex-pugile professionista Ronnie Shields, due volte sfidante per il mondiale superleggeri.

## Palmarès
| Anno | Manifestazione          | Sede     | Evento       | Risultato | Note |
| ---- | ----------------------- | -------- | ------------ | --------- | ---- |
| 2023 | XIX Giochi panamericani | Santiago | Supermassimi | Oro       |      |